# 新田義雄 (香川県権令)
新田 義雄（にった よしお、1843年2月20日（天保14年1月22日）- 1881年（明治14年）5月3日）は、明治期の内務官僚。第二次香川県権令。初名・弘、通称・三郎、号・凌雲。

## 経歴
大和国添下郡郡山で生まれる。
明治政府に出仕し、郡山県大参事、兵部省七等出仕、左院五等議官、少督学、内務少丞などを歴任。1875年10月24日、第二次香川県権令に就任し、1876年8月21日、同県が愛媛県に編入となり退官した。
1880年、沖縄県久米島に渡航し病となり、翌年に死去した。

## 栄典
- 1874年（明治7年）2月18日 - 正六位[5]